# Prinzip der Parteilichkeit
Das Prinzip der Parteilichkeit ist ein von Lenin in der Abhandlung Materialismus und Empiriokritizismus (1908) eingeführtes Postulat, dem zufolge eine objektive und wertfreie Beobachtung und Interpretation der Realität nicht möglich sei. Im Rahmen einer marxistischen Geschichts- und Weltinterpretation müsse, so Lenin, immer strikt ein Standpunkt im Interesse der Arbeiterklasse bezogen werden. Später wurde dieses Prinzip in der Sowjetunion und in der DDR so verstanden, dass der KPdSU bzw. der SED eine Interpretationshoheit über das, was als wahr zu gelten habe, zugestanden werden müsse („Die Partei, die Partei, die hat immer recht …“).
Das Prinzip der Parteilichkeit ist eng verbunden mit der Grundlagenfrage innerhalb der  Wissenschaftstheorie, welche Voraussetzungen eine Aussage erfüllen muss, damit sie als „wissenschaftliche Aussage“ anerkannt werden kann. Eine neuere Variante dieses „Prinzips“ steht hinter dem Positivismusstreit in den 1960er Jahren. Innerhalb dieser Auseinandersetzung wurde von der einen Seite, den Vertretern der „dialektischen Position“ (Adorno u. a.), bestritten, dass es wertfrei formulierte Tatsachenbehauptungen geben kann. Es kollidierten hier zwei Wissenschaftsauffassungen: Vor allem die Anhänger einer von den Naturwissenschaften und der formalen Logik herkommenden Wahrheitstheorie setzen auf die empirische Überprüfbarkeit von Aussagen nach dem Methodenideal der Mathematik und der Naturwissenschaften (vgl. die Positionen des logischen Empirismus), während die andere Seite die ethische Verantwortung der Wissenschaftler mit in das wissenschaftliche Forschen hereinholen will.
Eine mit dem Prinzip der Parteilichkeit verbundene „Denunziation des Objektivitätsstrebens“ (Karl Acham) findet sich unter anderen Bezeichnungen auch bei rechtskonservativen Denkern, etwa bei dem Rechtstheoretiker Carl Schmitt, der davon ausging, dass nur der, der ein Mitglied der ‚rechtschöpfenden Gemeinschaft‘ sei, die Wirklichkeit richtig erkennen und die wirklichkeitsbeschreibende Sprache richtig gebrauchen könne.